# Zeugma
Zeugma (grč. ζεύγμα = jaram, most) figura u kojoj se jedan glagol, odnosno predikat odnosi na više subjekata ili se subjekt koji pripada jednom glagolu odnosi na više predikata. Zeugma je zapravo i elipsa, a podvrsta zeugme jest silepsa.

## Vrste
- Dijazeugma je vrsta zeugme u kojoj se imenica, odnosno subjekt odnosi na više glagola, odnosno predikata.

Populus Romanus Numantiam delevit, Kartaginem sustulit, Corinthum disiecit, Fregellas evertit. (Rhetorica ad Herennium)
Rimski narod Numanciju razori, Kartagu uništi, Korint razruši, Fregelu obori.
- Hipozeugma je vrsta zeugme u kojoj se glagol, odnosno predikat nalazi na kraju rečenice i odnosi se na sve prethodne članove.

Nihil ne te nocturnum praesidium palatii, nihil urbis vigilae, nihil timor populi, nihil concursus bonorum omnium, nihil hic muntissimus habendi senatus locus, nihil horum ora vultusque moverunt? (Ciceron, In Catilinam)
Zar te noćna straža palače, zar te budnost grada, zar te strah od ljudi, zar te jedinstvo dobrih ljudi, zar te držanje senata u ovom osiguranom gradu, zar te izrazi lica ovih ljudi ne dirnu?
- Prozeugma je vrsta zeugme u kojoj se glagol, odnosno predikat prvog dijela rečenice odnosi i na sve ostale dijelove (najčešće objekte).

Vicit pudorem libido, timorem audacia, rationem amentia (Ciceron, Pro Cluentio)
Pobijedila je sram strašću, strah odvažnošću, a prosudbu ludilom.
- Mezozeugma je vrsta zeugme u kojoj se glagol, odnosno predikat u sredini rečenice odnosi i na ostale dijelove rečenice.

Zemljom tuga, strah i trepet vladaju, krv, znoj i suze.